# Ángeles del Barro

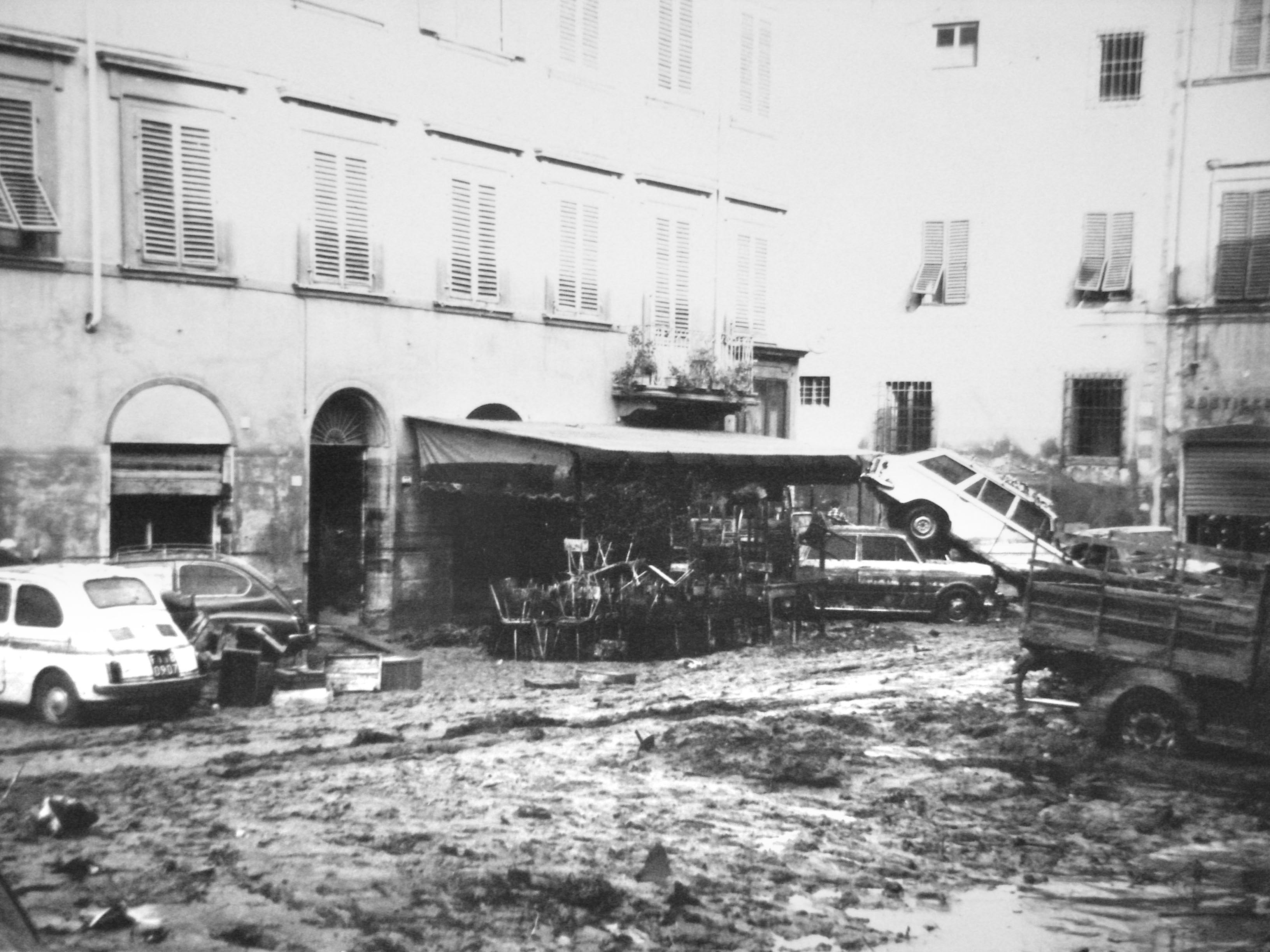
Piazza del Carmine luego de la inundación

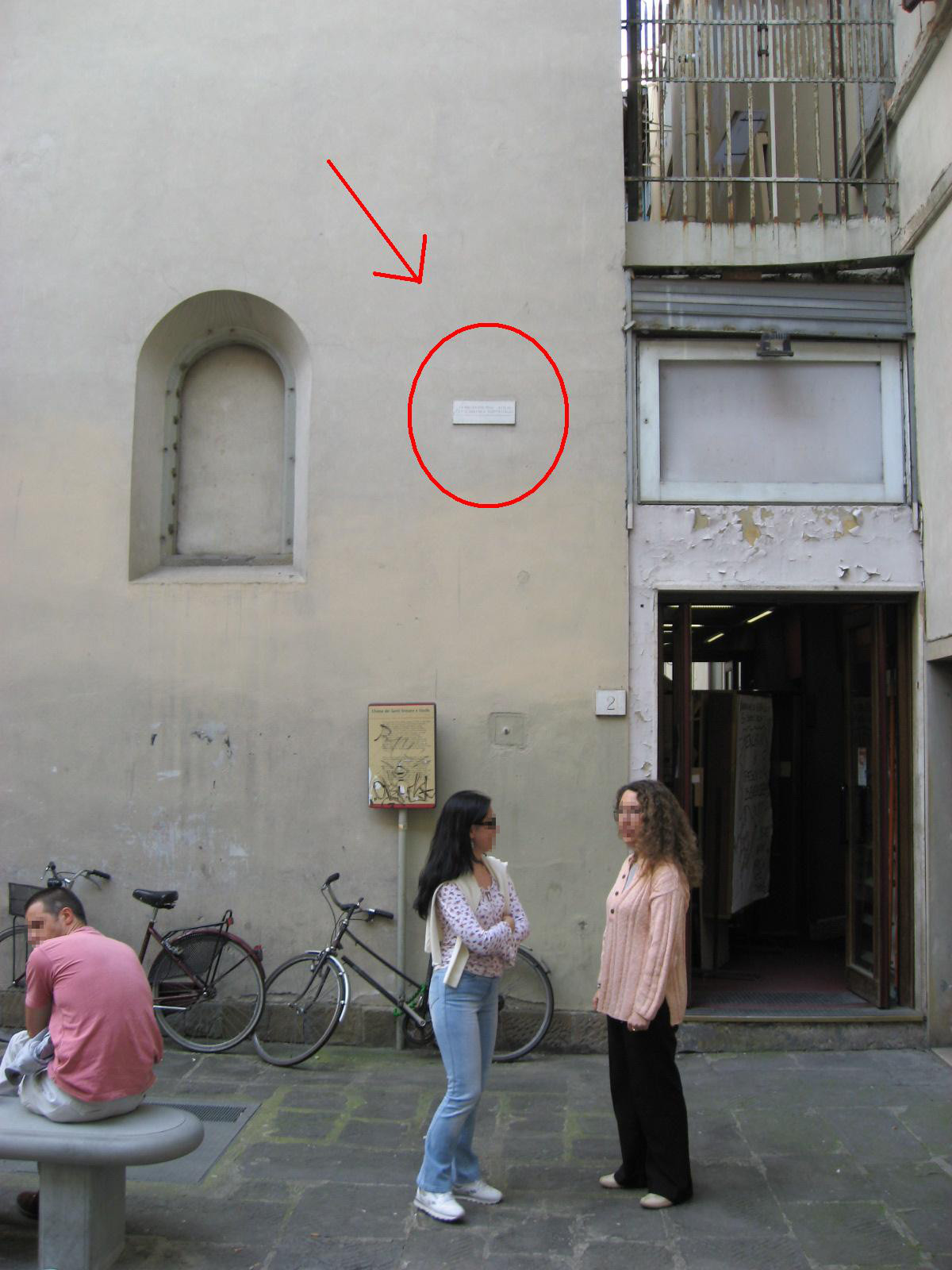
Altura de una de las marcas que recuerdan el nivel que alcanzó el agua en 1966, ubicado en via Isola delle Stinche

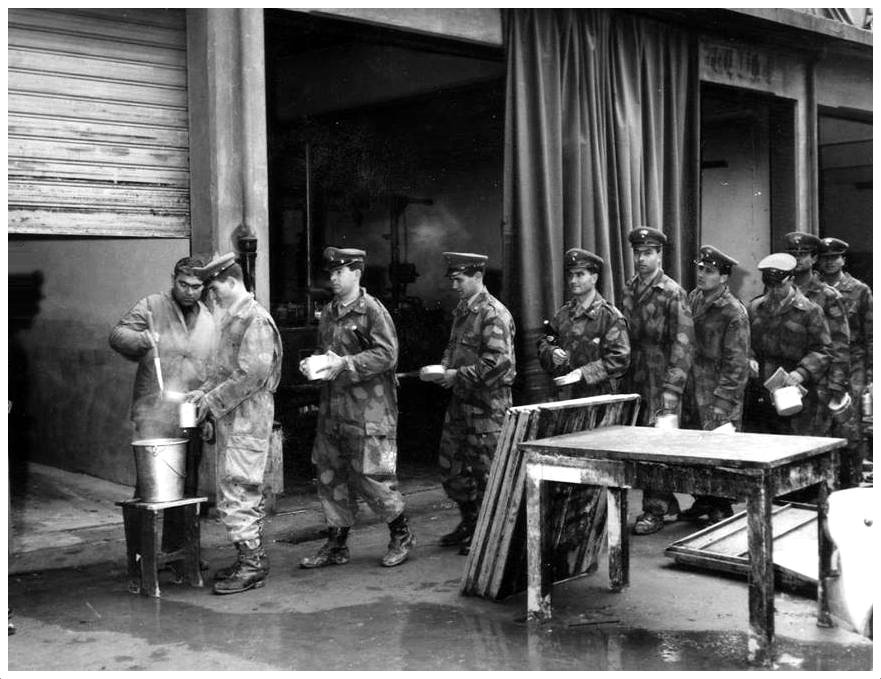
Alumnos Suboficiales Carabineros de Florencia del 59.º Curso almuerzan durante las operaciones de socorro, Florencia 1966

Ángeles del barro fueron llamadas las personas, en su mayoría jóvenes, que ayudaron a afrontar la emergencia tras la Inundación de Florencia de 1966 y que colaboraron en las primeras fases de la reconstrucción.
Los jóvenes voluntarios provenían de muchas partes de Italia y desde el extranjero. Entre ellos, algunos extranjeros habitaban ya en Florencia, otros llegaron inmediatamente después de la inundación, se pusieron manos a la obra para ayudar a la población golpeada y para recuperar, salvándolas del lodo, obras de arte, cuadros, estatuas, libros que, de lo contrario, se habrían perdido definitivamente.
Los jóvenes que acudieron a Florencia, junto con el voluntariado italiano e internacional y a las ayudas provenientes de muchos países del mundo, realizaron una labor ejemplar de solidaridad global frente a una catástrofe natural.

## Origen de la locución
Si bien están todavía en curso  las (investigaciones lexicográficas sobre los orígenes de la locución 'Ángeles del barro', el primero en utilizarla fue el periodista fiorentino Giovanni Grazzini en un artículo en el periódico Corriere della Sera del 10 de noviembre de 1966 . Después de haber sido empleada inicialmente para referirse sobre todo a los jóvenes voluntarios en acción en el barrio de la Basílica de la Santa Cruz con el tiempo ha asumido el actual significado también gracias a su utilización en los escritos de Piero Bargellini, el alcalde de Florencia de la época, más tarde conocido a nivel internacional como el 'alcalde de la inundación', desde 1969.
La etimología griega de Ángel indica aquel que anuncia, el mensajero que llega al lugar de la acción, viniendo de "otra parte".
La expresión ha sido luego utilizada, a partir del aluvión de Génova del 1970, en otros acontecimientos catastróficos, típicamente inundaciones, para indicar las ayudas llevadas sobre todo de los jóvenes a las poblaciones. Estas actas de solidaridades no parecen comparables con lo que sucedió en Florencia y en Toscana en el 1966, que adquirió dimensiones nacionales e internacionales por los daños del Aluvión al patrimonio cultural considerado simbólicamente perteneciente a toda la humanidad.
Durante los desastres de las últimas décadas y, en particular, después del nacimiento de la "Protezione Civile" (Protecciòn Civil) en Italia, las intervenciones de rescate son organizadas por organismos del Estado y las regiones de manera profesional. Las intervenciones de personas no organizadas y formadas con antelación se suelen desaconsejar si no se incluyen en los Planes de Protección Civil, si se limitan a actuaciones que no requieren competencias profesionales específicas.

## Quienes eran
La denominación de Ángeles del barro, por lo tanto, debería estar reservada a aquellos que vinieron de fuera y que no tenían algún específico interés en liberar calles y casas y en volver a limpiar  bibliotecas y museos no pertenecientes a sus rutinas cotidianas, pero que estaban percibidos como patrimonio de la humanidad. Si, de hecho, fueron muchos los jóvenes florentinos habitantes en las áreas no inundadas que prestaron obra voluntaria, no por ello quieren ser considerados 'ángeles'. Un sentimiento bastante difundido en Florencia, junto con la gratitud para las ayudas recibidas, es aquello de querer distinguir entre cuánto hecho de la comunidad local y de sus asociaciones, expresión bastante de un vivo sentido cívico, de la contribución de los Ángeles del barro y en general de la solidaridad nacional e internacional .
A veces han sido incluidos, en sentido más general, entre los Ángeles del barro de Florencia los pertenecientes a las Fuerzas armadas, Bomberos, organizaciones de asistencia pública encargadas del socorro como su misión institucional o constitutiva, sobre todo en referencia a acciones que de alguna manera hicieran su deber.
Son numerosos los artistas, políticos, periodistas, escritores y poetas, que llegaron a Firenze después del aluvión, y que han adquirido notoriedad en los años siguientes. Entre estos: Joan Baez, Gualtiero Bassetti, Pier Luigi Bersani, Giuseppe Betori, Máximo De Alema, Francesco De Gregori, Joschka Fischer, Giuliano Pisapia, Antonello Venditti y muchos otros.

## Origen

Manuscritos de la Biblioteca Nacional siendo lavados y secados en la sala de calderas de la estación de Florencia Santa Maria Novella, después de la inundación

En los dos meses siguientes al aluvión, el número preciso de los jóvenes llegados a la ciudad de Florencia de modo espontáneo u organizado (de los colegios, de las universidades, del movimiento Scout, etc.) también para periodos breves, es difícil de valorar numéricamente. Una estimación a posteriori atestigua la presencia de alrededor de 12.000 personas. En cuanto a los Scout, su estimación para todo el periodo es de 7.000 voluntarios. Las dos asociaciones que se movilizaron prontamente y que ya en las primeras horas del desastre estaban en el lugar de los hechos, fueron ASCI - hoy AGESCI - y CNGEI. También en el frente universitario después de pocos días eran aproximadamente mil los estudiantes voluntarios comprometidos en las operaciones de primer auxilio, organizados en el ORUF (Organismo Rappresentativo de los Universitarios Florentinos), los cuales separados por equipos, colaboraron con las organizaciones de los barrios en las intervenciones y desde el 6 noviembre reabrieron el comedor de Santa Apollonia para ofrecer el sustento diario.
Otras estimaciones están basadas en datos de las estructuras de acogida de aquel periodo y no comprenden muchos jóvenes que llegaron también para ayudar durante una sola jornada. Diversas evaluaciones están presentes en numerosas publicaciones, basadas prevalentemente en declaraciones espontáneas y en épocas diferentes, especialmente en ocasión de las Reuniones de los Ángeles organizados generalmente en las recurrencias decenales. En el 2006 aproximadamente 2.000 Ángeles participaron en la reunión. Las provincias italianas que contribuyeron más son Prato, Fiesole, Sesto Fiorentino, Pistoia, Lucca y  Arezzo.
Muchos jóvenes llegaron de Emilia Romagna y especialmente de la zona de Bolonia. En Bolonia nació la mayor entre las asociaciones de los Ángeles, el "Comitato Bolognese degli Ángeli del Fango", que ha operado también en las décadas subsiguientes en acciones de solidaridad. En cuanto a los extranjeros, eran numerosos los estadounidenses que ya estudiaban en Florencia y en Roma y que se movilizaron. Fue fuerte la presencia de británicos, de franceses y de alemanes.
En la celebración de los 50 años de la tragedia aproximadamente mil de los ex voluntarios participaron en las ceremonias. Más allá de 600 se registraron en el archivo informático de los Ángeles, iniciados en el ámbito del Proyecto Toscana Firenze 2016, luego confluido en el Archivo de los ángeles del Lodo del CEDAF (Centro di documentazione sulle alluvioni di Firenze).